# Медне Едуард Мартинович
Едуард Мартинович Медне (Medne Eduards) (25 березня 1882, Діккельнська волость, Вольмарський повіт, Ліфляндська губернія, тепер Російська Федерація — 3 березня 1974, Москва, тепер Російська Федерація) — російський революціонер, член Верховного Суду РРФСР. Член Центральної контрольної комісії РКП(б) у 1923—1924 роках. Член ВЦВК і ЦВК СРСР.

## Біографія
Народився в селянській родині. Закінчив 5 класів ремісничого училища. Трудову діяльність розпочав із десятирічного віку. У 1895—1906 роках працював слюсарем заводу «Провідник» у місті Ризі.
У 1902—1904 роках — член гуртка пропаганди ЛСДРП у Ризі. Член РСДРП з 1903 року. Декілька разів заарештовувався. З січня 1905 року — під наглядом поліції. У 1905 році брав участь у терактах та нападах на Ризький централ. Того ж року кооптований до складу Ризького комітету РСДРП. У січні 1906 року заарештований, а 12 серпня того ж року засуджений за ч.2 ст. 102 «Уголовного уложенія», ст. 1641 «Уложенія о наказаніях», ст. 279 «Свода военных постановлений» на 4 роки каторги. Покарання відбував у Смоленському та Олександрівському централах. З 1911 року жив на поселенні в Усть-Удинській волості Іркутської губернії, Черемхові та Іркутську.
Після Лютневої революції 1917 р. звільнений із заслання та амністований. Більшовицькими лідерами відправлений до Бахмутського повіту, де став членом Бахмутського повітового комітету РСДРП(б), депутатом Бахмутського повітового земства. За спогадами Медне, спочатку йому і його однопартійцям доводилося зле. Ставлення до них з боку жителів селища Гришине виявилося «більш ніж вороже, воно було погромне до більшовиків. Наші виступи на зборах були пов'язані з небезпекою нападу на нас натовпу, натовп готова була розтерзати нас»
У січні 1918 року призначений комісаром фінансів Бахмутського повітового РНК на Донбасі, в цьому ж році через наступ австро-німецької армії покинув Донбас і з середини 1918 року був на партійній роботі в Нижньогородській губернії, Серпухові, Москві. На початку 1920 року повернувся на Донбас, 26 квітня 1920 року призначений головою Донецької губернської Ради народного господарства (раднаргоспу).
У 1921—1922 роках — голова Одеської губернської контрольної комісії КП(б) України.
У серпні 1922 — березні 1924 року — відповідальний секретар Вітебського губернського комітету РКП(б).
З 4 лютого по 14 травня 1924 року — член Тимчасового Білоруського бюро ЦК РКП(б).
У 1924—1925 роках — в апараті ЦК РКП(б).
У 1926—1927 роках — на партійній роботі (Калуга, Ярославль).
У 1927—1932 роках — у Вищій раді народного господарства (ВРНГ) СРСР.
У 1933—1939 роках — член Верховного суду РРФСР.
З 1940 року — персональний пенсіонео.
Помер 3 березня 1974 року в Москві. Похований на Новодівичому кладовищі у Москві.

## Сім'я
Дружина — Тетяна Миколаївна (1888—1975), донька — Ольга (1918—2000).

## Нагороди
- орден Леніна
- орден Трудового Червоного Прапора

## Твори
- Медне Э. М. Вместе с народом… // Великие незабываемые дни: Сб. воспоминаний участников революции 1905—1907 гг. М., 1970, с. 89 — 104.
- Медне Е. Октябрьская революция в Донбассе // Летопись революции. — 1922. — № 1.